# 塔利帕拉姆巴
塔利帕拉姆巴（Taliparamba），是印度喀拉拉邦Kannur县的一个城镇。总人口67441（2001年）。

## 人口
该地2001年总人口67441人，其中男性32511人，女性34930人；0—6岁人口7830人，其中男3924人，女3906人；识字率81.68%，其中男性为85.27%，女性为78.35%。